# Doll World Domination Tour
World Domination Tour (lub Doll Domination Tour) to druga trasa koncertowa amerykańskiego zespołu The Pussycat Dolls promującą ich drugi studyjny album Doll Domination. Miejsca, w których wystąpił zespół, to m.in. Europa, Azja, Ameryka Południowa i Oceania. Grupa supportowała Britney Spears w jej trasie po czym udała się ponownie w swoją – Doll World Domination Tour (The Re-Visit), w której dziewczyny zaprezentowały także piosenkę "Jai Ho (You Are My Destiny)", a utwór "Hush Hush; Hush Hush" był wykonywany przez wszystkie członkinie.

## Otwarcie
- Lady Gaga
- Ne-Yo
- Queensberry

## Listy utworów

### Europa
Doll Domination (Intro)
1. Takin' Over The World
2. Beep
3. I Don't Need a Man
4. Elevator
5. I Hate This Part
6. Buttons
7. Wait a Minute

Love The Way You Love Me (Performance Interlude)
1. Space (Melody Thornton solo)
2. Played (Ashley Roberts solo)
3. Don't Wanna Fall In Love (Kimberly Wyatt solo)
4. If I Was A Man (Jessica Sutta solo)
5. Hush Hush; Hush Hush (Nicole Scherzinger solo)

Historia Pussycat Dolls
1. Hey Big Spender (Dance Interlude, Melody solo)
2. Whatcha Think About That

Whatchamacallit (Dance Interlude)
1. Magic
2. Bottle Pop
3. Halo (Nicole solo)
4. Stickwitu
5. Don't Cha
6. When I Grow Up

### Ameryka Północna (z Britney Spears)

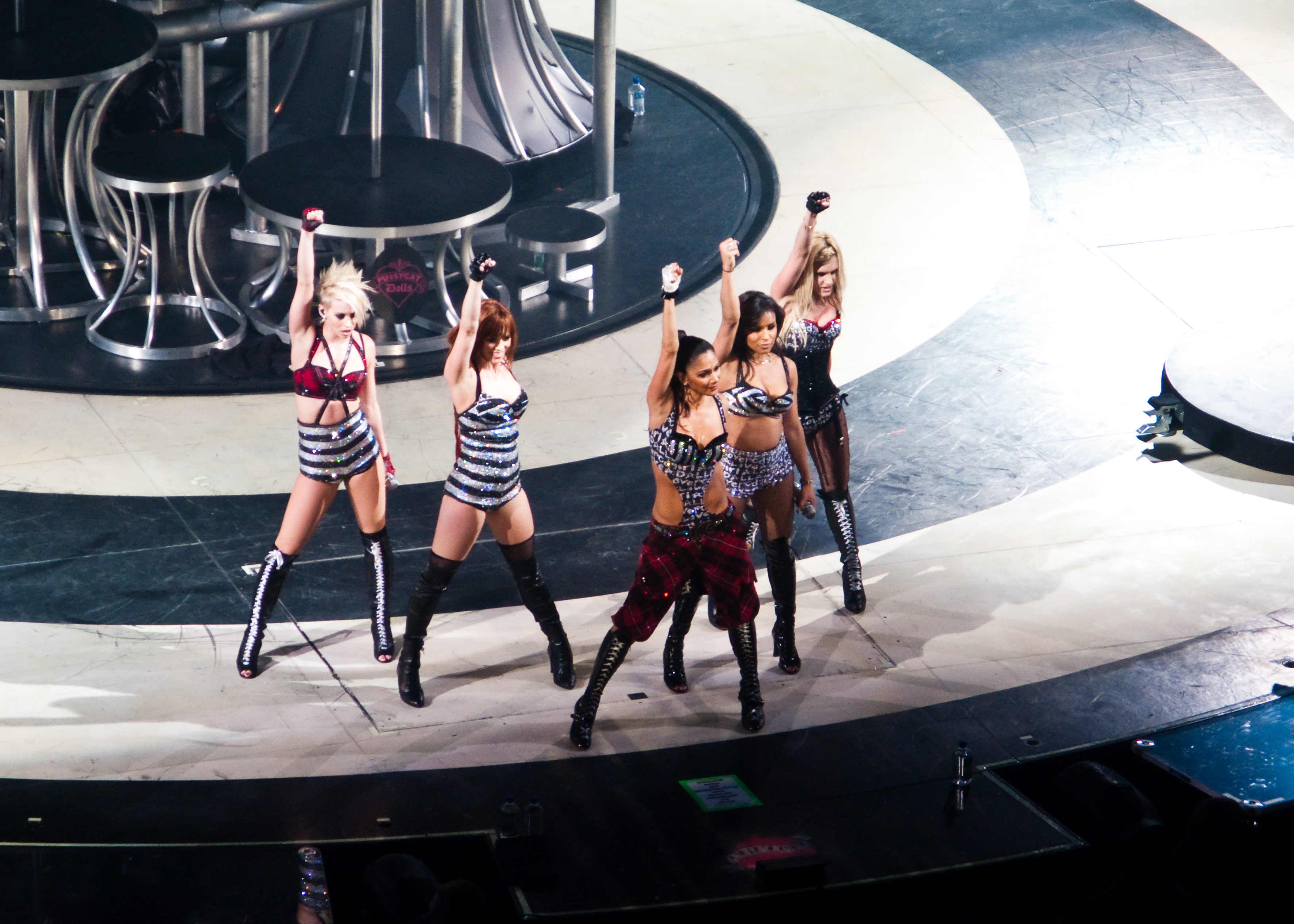
Pussycat Dolls w trasie koncertowej z Britney Spears

1. Don't Cha
2. Beep
3. I Don't Need a Man
4. I Hate This Part
5. Buttons
6. Whatcha Think About That
7. Stickwitu
8. Jai Ho (You Are My Destiny)
9. When I Grow Up

### Doll World Domination Tour (The Re-Visit)(Ameryka Północna, Europa, Azja)
Doll Domination (Intro)
1. Takin' Over The World
2. Beep
3. I Don't Need a Man
4. Elevator
5. I Hate This Part
6. Buttons
7. Wait a Minute
8. Halo (Nicole solo)
9. Hey Big Spender (Dance Interlude, Melody solo)
10. Whatcha Think About That
11. Hush Hush; Hush Hush
12. Stickwitu
13. Don't Cha
14. Jai Ho (You Are My Destiny)
15. When I Grow Up

## Miejsca koncertów
| Europa                                       |                     |                   |                                              |
| 18 stycznia 2009                             | Aberdeen            | Wielka Brytania   | Aberdeen Exhibition and Conference Centre    |
| 19 stycznia 2009                             | Glasgow             | Wielka Brytania   | Scottish Exhibition and Conference Centre    |
| 21 stycznia 2009                             | Newcastle upon Tyne | Wielka Brytania   | Metro Radio Arena                            |
| 22 stycznia 2009                             | Birmingham          | Wielka Brytania   | National Indoor Arena                        |
| 24 stycznia 2009                             | Nottingham          | Wielka Brytania   | Trent FM Arena Nottingham                    |
| 25 stycznia 2009                             | Bournemouth         | Wielka Brytania   | Bournemouth International Centre             |
| 27 stycznia 2009                             | Londyn              | Wielka Brytania   | The O2                                       |
| 28 stycznia 2009                             | Londyn              | Wielka Brytania   | The O2                                       |
| 29 stycznia 2009                             | Manchester          | Wielka Brytania   | Manchester Evening News Arena                |
| 30 stycznia 2009                             | Cardiff             | Wielka Brytania   | Cardiff International Arena                  |
| 1 lutego 2009                                | Dublin              | Irlandia          | The O2                                       |
| 3 lutego 2009                                | Belfast             | Wielka Brytania   | King's Hall Exhibition and Conference Centre |
| 5 lutego 2009                                | Sheffield           | Wielka Brytania   | Sheffield Arena                              |
| 6 lutego 2009                                | Liverpool           | Wielka Brytania   | Liverpool Echo Arena                         |
| 8 lutego 2009                                | Paryż               | Francja           | Le Zénith                                    |
| 9 lutego 2009                                | Amsterdam           | Holandia          | Heineken Music Hall                          |
| 10 lutego 2009                               | Frankfurt           | Niemcy            | Centennial Hall                              |
| 12 lutego 2009                               | Zurych              | Szwajcaria        | Hallenstadion                                |
| 13 lutego 2009                               | Bruksela            | Belgia            | Forest National                              |
| 14 lutego 2009                               | Monachium           | Niemcy            | Zenith                                       |
| 15 lutego 2009                               | Esch-sur-Alzette    | Luksemburg        | Rockhal                                      |
| 17 lutego 2009                               | Monte Carlo         | Monako            | Grimaldi Forum                               |
| 18 lutego 2009                               | Düsseldorf          | Niemcy            | Philips Halle                                |
| 19 lutego 2009                               | Berlin              | Niemcy            | Max-Schmeling-Halle                          |
| 21 lutego 2009                               | Praga               | Czechy            | Tesla Arena                                  |
| 23 lutego 2009                               | Wiedeń              | Austria           | Gasometer                                    |
| 24 lutego 2009                               | Bratysława          | Słowacja          | Incheba\|Incheba Expo Arena                  |
| 25 lutego 2009                               | Belgrad             | Serbia            | Belgrade Arena                               |
| Wstęp do The Circus Starring: Britney Spears |                     |                   |                                              |
| 3 marca 2009                                 | Nowy Orlean         | Stany Zjednoczone | New Orleans Arena                            |
| 5 marca 2009                                 | Atlanta             | Stany Zjednoczone | Philips Arena                                |
| 7 marca 2009                                 | Miami               | Stany Zjednoczone | American Airlines Arena                      |
| 8 marca 2009                                 | Tampa               | Stany Zjednoczone | St. Pete Times Forum                         |
| 11 marca 2009                                | Uniondale           | Stany Zjednoczone | Nassau Veterans Memorial Coliseum            |
| 13 marca, 2009                               | Newark              | Stany Zjednoczone | Prudential Center                            |
| 14 marca 2009                                | Newark              | Stany Zjednoczone | Prudential Center                            |
| 16 marca 2009                                | Boston              | Stany Zjednoczone | TD Banknorth Garden                          |
| 18 marca 2009                                | Toronto             | Kanada            | Air Canada Centre                            |
| 19 marca 2009                                | Toronto             | Kanada            | Air Canada Centre                            |
| 20 marca 2009                                | Montreal            | Kanada            | Bell Centre                                  |
| 23 marca 2009                                | Uniondale           | Stany Zjednoczone | Nassau Veterans Memorial Coliseum            |
| 24 marca 2009                                | Waszyngton          | Stany Zjednoczone | Verizon Center                               |
| 27 marca 2009                                | Pittsburgh          | Stany Zjednoczone | Mellon Arena                                 |
| 30 marca 2009                                | Houston             | Stany Zjednoczone | Toyota Center                                |
| 31 marca 2009                                | Dallas              | Stany Zjednoczone | American Airlines Center                     |
| 2 kwietnia 2009                              | Kansas City         | Stany Zjednoczone | Sprint Center                                |
| 3 kwietnia 2009                              | Minneapolis         | Stany Zjednoczone | Target Center                                |
| 6 kwietnia 2009                              | Edmonton            | Kanada            | Rexall Place                                 |
| 8 kwietnia 2009                              | Vancouver           | Kanada            | GM Place                                     |
| 9 kwietnia 2009                              | Tacoma              | Stany Zjednoczone | Tacoma Dome                                  |
| 11 kwietnia 2009                             | Sacramento          | Stany Zjednoczone | ARCO Arena                                   |
| 12 kwietnia 2009                             | San Jose            | Stany Zjednoczone | HP Pavilion at San Jose                      |
| 14 kwietnia 2009                             | Salt Lake City      | Stany Zjednoczone | EnergySolutions Arena                        |
| 16 kwietnia 2009                             | Los Angeles         | Stany Zjednoczone | Staples Center                               |
| 17 kwietnia 2009                             | Los Angeles         | Stany Zjednoczone | Staples Center                               |
| 19 kwietnia 2009                             | Anaheim             | Stany Zjednoczone | Honda Center                                 |
| 20 kwietnia 2009                             | Anaheim             | Stany Zjednoczone | Honda Center                                 |
| 22 kwietnia 2009                             | Oakland             | Stany Zjednoczone | Oracle Arena                                 |
| 24 kwietnia 2009                             | Glendale            | Stany Zjednoczone | Jobing.com Arena                             |
| 25 kwietnia 2009                             | Las Vegas           | Stany Zjednoczone | MGM Grand Garden Arena                       |
| 28 kwietnia 2009                             | Rosemont            | Stany Zjednoczone | Allstate Arena                               |
| 29 kwietnia 2009                             | Rosemont            | Stany Zjednoczone | Allstate Arena                               |
| 30 kwietnia 2009                             | Columbus            | Stany Zjednoczone | Jerome Schottenstein Center                  |
| 2 maja 2009                                  | Uncasville          | Stany Zjednoczone | Mohegan Sun Arena                            |
| 3 maja 2009                                  | Uncasville          | Stany Zjednoczone | Mohegan Sun Arena                            |
| Oceania                                      |                     |                   |                                              |
| 16 maja 2009                                 | Auckland            | Nowa Zelandia     | Vector Arena                                 |
| 19 maja 2009                                 | Brisbane            | Australia         | Brisbane Entertainment Centre                |
| 21 maja 2009                                 | Newcastle           | Australia         | Newcastle Entertainment Centre               |
| 22 maja 2009                                 | Sydney              | Australia         | Acer Arena                                   |
| 23 maja 2009                                 | Sydney              | Australia         | Acer Arena                                   |
| 26 maja 2009                                 | Melbourne           | Australia         | Rod Laver Arena                              |
| 27 maja 2009                                 | Melbourne           | Australia         | Rod Laver Arena                              |
| 28 maja 2009                                 | Adelaide            | Australia         | Adelaide Entertainment Centre                |
| 30 maja 2009                                 | Perth               | Australia         | Burswood Dome                                |
| Azja                                         |                     |                   |                                              |
| 2 czerwca 2009                               | Dżakarta            | Indonezja         | Istora Senayan                               |
| 4 czerwca 2009                               | Kallang             | Singapur          | Singapore Indoor Stadium                     |
| 6 czerwca 2009                               | Seul                | Korea Południowa  | Olpark Soccer Stadium                        |
| 11 czerwca 2009                              | Manila              | Filipiny          | Mall Of Asia Concert Grounds                 |
| Ameryka Północna                             |                     |                   |                                              |
| 13 czerwca 2009                              | Honolulu            | Stany Zjednoczone | Neal Blaisdell Arena                         |
| 27 czerwca 2009                              | Las Vegas           | Stany Zjednoczone | The Pearl Concert Theater                    |
| Europa                                       |                     |                   |                                              |
| 17 lipca 2009                                | Newmarket           | Wielka Brytania   | Newmarket Racecourse                         |
| 18 lipca 2009                                | Killarney           | Irlandia          | Fitzgerald Stadium                           |
| 22 lipca 2009                                | Liverpool           | Wielka Brytania   | Liverpool Echo Arena                         |
| 24 lipca 2009                                | Northampton         | Wielka Brytania   | Silverstone Circuit                          |
| 25 lipca 2009                                | Kent                | Wielka Brytania   | Quex Park                                    |
| 29 lipca 2009                                | Esher               | Wielka Brytania   | Sandown Park                                 |
| Ameryka Północna                             |                     |                   |                                              |
| 28 sierpnia 2009                             | Hammond             | Stany Zjednoczone | The Venue                                    |